# Henk Binnendijk
Hendrik Nicolaas Dirk (Henk) Binnendijk (Rijnsburg, 22 juni 1934) is een Nederlandse evangelist en televisieprogrammamaker en -presentator. Vooral in die laatste hoedanigheid is hij bekend van diverse christelijke televisieprogramma's bij Family7 en eerder de Evangelische Omroep, zoals de EO-Jongerendag en een reeks Bijbelstudies. Mede naar aanleiding van deze Bijbelstudies heeft hij ook een aantal christelijke boeken geschreven.

## Levensloop
Binnendijk groeide op in een gezin met tien kinderen, twee jongens en acht meisjes. Na de mulo werkte hij achttien jaar in het expeditiebedrijf van zijn vader. Binnendijk groeide op binnen de Nederlandse Hervormde Kerk, maar wijdde zich pas echt tot het christelijk geloof na een bezoek aan een evangelisatiebijeenkomst. Daarna besloot Binnendijk - hoewel al getrouwd - zijn huis en bedrijf van zijn vader te verkopen omdat hij het christelijk geloof wilde verkondigen en daar een tijdlang geen inkomsten tegenover zouden staan. Gedurende tien jaar werkte hij freelance voor verschillende evangelisatieorganisaties. In 1972 volgde hij een Bijbelcursus op het Bible College of Wales in Swansea.

### Televisiewerk
In 1973 trad Binnendijk in dienst bij de Evangelische Omroep en verzorgde voor deze orthodox-protestantse publieke omroep een veelvoud aan christelijke tv-programma's, zoals De wind blaast waarheen hij wil (1973-1974), Windkracht 16 (1976-1979) en in de jaren negentig Fifty-Fifty, waarin hij met bekende Nederlanders confronterende tweegesprekken aanging over het christelijk geloof. Bekend werden de uitzendingen met langebaanschaatsster Yvonne van Gennip, presentator Henny Huisman (1993) die moest huilen en vooral het gesprek dat hij in 1994 had met Herman Brood. De aflevering met Huisman werd uitgezonden toen Michail Gorbatsjov in Nederland was. Huisman verklaarde daarover in 2017 dat de president van de Sovjet-Unie het programma had gezien en dusdanig onder de indruk was dat hij een ontmoeting met Huisman regelde.
Op 1 juni 1999 ging Binnendijk met pensioen en werd hij benoemd tot Ridder in de Orde van Oranje-Nassau. In 2002 besloot hij na 27 jaar te stoppen met zijn toespraken tijdens de EO-Jongerendag. Hierna maakte hij televisieseries voor de christelijke familiezender Family7 in tweegesprek met Sara van Oordt De vijfde serie Niemand is als Hij in het najaar van 2021 ging over het bijbelboek Job dat Binnendijk schreef naar aanleiding van het overlijden van zijn zoon Cees Binnendijk waarmee hij door het lijden heen Gods plan en raadsbesluit kon zien.

## Citaat
"In de eeuwigheid zul je dat zijn
wat God in dit leven van je heeft kunnen maken".
(Een bekende Bijbelstudie-uitspraak van Binnendijk, maar niet van hemzelf afkomstig. Hij vermoedt dat hij deze uitspraak van Sidney Wilson geleerd heeft.)

## Persoonlijk
Binnendijk is getrouwd en kreeg met zijn vrouw vijf kinderen. Hij woont in zijn geboorteplaats Rijnsburg. Binnendijk is lid van de Nederlandse Hervormde Kerk, die in 2004 is opgegaan in de Protestantse Kerk in Nederland.